# فرودگاه شهری ایگنیس
فرودگاه شهری ایگنیس (به انگلیسی: Ignace Municipal Airport) یک فرودگاه همگانی با کد یاتا ZUC است که یک باند فرود آسفالت دارد و طول باند آن ۱۰۷۰ متر است. این فرودگاه در کشور کانادا قرار دارد و در ارتفاع ۴۳۷ متری از سطح دریا واقع شده‌است.